# Helhesten
Helhesten (Het Hellepaard) was een Deens kunsttijdschrift in de jaren 1940.
Het blad werd gestart door Asger Jorn en werd gevuld met artikelen van de hand van de kunstenaars, die zich verenigd hebben in de kunstenaarsgroep Høst. Naast Jorn deden kunstenaars als Ejler Bille, Henry Heerup, Carl-Henning Pedersen en Else Alfelt aan het blad mee.
De artikelen in het blad handelden over de inspiratiebronnen voor het werk van de kunstenaars, zoals volkskunst en primitieve kunst. Verder stonden er artikelen in het blad over de kunstenaars zelf en over door hen bewonderde kunstenaars.
Helhesten zelf heeft als voorbeeld gediend voor het tijdschrift Cobra dat door de Cobra-beweging werd uitgegeven.
Er zijn twaalf nummers van het blad verschenen. Het heeft bestaan van 1941 tot en met 1944.